# Havasupai Gardens Trail Caretaker's Residence
L'Havasupai Gardens Trail Caretaker's Residence, anciennement Indian Garden Trail Caretaker's Residence, est une maison située dans le comté de Coconino, en Arizona, dans le sud-ouest des États-Unis. Protégée au sein du parc national du Grand Canyon, elle est située dans le Grand Canyon le long du Bright Angel Trail. Elle a été construite en 1932 dans le style rustique du National Park Service.